# Polygala goudahensis
Polygala goudahensis är en jungfrulinsväxtart som beskrevs av J.A.R. Paiva. Polygala goudahensis ingår i släktet jungfrulinssläktet, och familjen jungfrulinsväxter. Inga underarter finns listade i Catalogue of Life.